# Sue O'Connor
Pour les articles homonymes, voir O'Connor.
Susan O'Connor est une préhistorienne australienne, professeure émérite à la School of Culture, History & Language de l'Université nationale australienne. Ses recherches portent principalement sur les preuves de l'établissement des premières populations humaines dans la région du bassin Indo-Pacifique au cours du Pléistocène supérieur. O'Connor a mené des fouilles archéologiques dans le Territoire du Nord de l'Australie, à Kimberley (Australie-Occidentale), en Indonésie, en Papouasie-Nouvelle-Guinée et au Timor oriental. Ses recherches ont livré la première trace d'anciens groupes humains vivant dans la région de Kimberley, il y a plus de 40 000 ans, et le premier site ancien d'art rupestre en Australie.

## Formation
Susan O'Connor a étudié l'archéologie à l'Université de Nouvelle-Angleterre (Australie) et a obtenu son diplôme avec distinction en 1980. Elle a poursuivi ses études à l'Université d'Australie-Occidentale où elle a obtenu son doctorat en 1991.

## Carrière
Susan O'Connor a été maître de conférences à l'Université d'Australie-Occidentale (UWA) de 1991 à 1994. En 1994, elle a accepté une bourse de recherche à l'Université nationale australienne (ANU) dans le département d'archéologie et d'histoire naturelle. En 2005, elle a été promue à la tête du département et en 2008, elle a été nommée professeur titulaire.

## Principales découvertes archéologiques

### Grotte du Timor oriental
Susan O'Connor a dirigé une mission de recherche qui a découvert un site de grottes au Timor oriental, avec des traces d'individus vivant il y a plus de 42 000 ans. C'est « la plus ancienne preuve d'occupation par l'Homme moderne sur des iles qui étaient les tremplins de l'Asie du Sud-Est vers l'Australie ». Avant les recherches d'O'Connor, les chercheurs pensaient que les premiers hommes modernes avaient migré de l'Asie du Sud-Est insulaire vers l'Australie par le Nord, via Bornéo, Sulawesi, et la Papouasie-Nouvelle-Guinée. Avec cette découverte, O'Connor pense que les premiers humains ont pu transiter par le Sud en passant par le Timor oriental pour gagner l'Australie.

### Chien domestique au Timor oriental
O'Connor a travaillé dans une équipe qui a mené des recherches sur une sépulture de chien trouvée à Matja Kuru, au Timor oriental. Leur découverte montre la présence de chiens domestiques sur le site il y a environ 3 000 ans. L'analyse des restes a révélé un certain nombre de similitudes morphologiques entre les chiens modernes et le chien trouvé dans la sépulture. O'Connor et son équipe suggèrent que la présence de chiens domestiques peut indiquer qu'un mode de vie de chasseurs était encore répandu à l'époque.

### Vestiges de pêche
En 2017, l'équipe de recherche d'O'Connor a trouvé les plus anciens hameçons du monde dans une ancienne sépulture située sur l'île d'Alor, en Indonésie. Cinq hameçons circulaires et rotatifs, probablement utilisés pour la pêche en haute mer, ont été trouvés sous le menton et autour des mâchoires d'un squelette de femme adulte enterré il y a 12 000 ans. Cette découverte contredit la théorie selon laquelle la plupart des activités de pêche sur l'île auraient été menées par des hommes. Jusqu'en 2017, les plus anciens hameçons connus avaient été trouvés dans une sépulture située en Sibérie et étaient datés d'environ 9 000 ans.

## Prix et distinctions
De 1999 à 2003, Susan O'Connor bénéficie d'une bourse QEII du Conseil australien de la recherche , puis en 2012 de l'Australian Research Council Laureate Fellowship .
En 2007 elle est élue Fellow de l'Australian Academy of the Humanities (en) (FAHA) .
Elle est lauréate en 2011 de la médaille Rhys Jones pour contribution exceptionnelle à l'archéologie australienne . En 2018 elle reçoit le prix du vice-chancelier de l'ANU pour l'excellence en recherche.

## Publications (sélection)

### Articles
- O'Connor, Louys et Samper Carro, « Hominin Dispersal and Settlement East of the Huxley's Line: The role of sea level changes, island size, and subsistence behaviour », Current Anthropology, vol. 58, no 17,‎ 2017, p. 567–582 (DOI 10.1086/694252)
- O'Connor, Mahirta et Samper Carro, « Fishing in life and death: Pleistocene fish-hooks from a burial context on Alor Island, Indonesia », Antiquity, vol. 360, no 91,‎ 2017, p. 1451–1468 (DOI 10.15184/aqy.2017.186)
- O'Connor et Langley, « 6500-Year-old Nassarius shell appliques in Timor-Leste: technological and use wear analyses », Journal of Archaeological Science, vol. 62,‎ 2015, p. 175–192 (DOI 10.1016/j.jas.2015.06.012)
- O'Connor, Tacon et Tan, « The global implications of the early surviving rock art of greater Southeast Asia », Antiquity, vol. 88, no 342,‎ 2014, p. 1050–1064 (DOI 10.1017/S0003598X00115315)
- O'Connor, Balm et Fyfe, « Marking resistance? Change and continuity in the recent rock art of the southern Kimberly, Australia », Antiquity, vol. 87, no 336,‎ 2013, p. 539–554 (DOI 10.1017/S0003598X00049115, lire en ligne)

### Ouvrages
- Sue O'Connor, Transcending the Culture-Nature Divide in Cultural Heritage (Terra Australis 36): Views from the Asia–Pacific region (Volume 36), Australian National University, 2013, 254 p. (ISBN 978-1922144041)
- Sue O'Connor et Andrew Fairbairn, New Directions in Archaeological Science (Terra Australis) (Volume 28), Australian National University, 2012, 274 p. (ISBN 978-1921536489)
- Sue O'Connor, 30,000 Years of Aboriginal Occupation: Kimberley, North West Australia (Terra Australis, 14), Australian National University, 1999, 155 p. (ISBN 978-0731546220)